# Matt McGloin
Matt McGloin (Scranton, 2 dicembre 1989) è un ex giocatore di football americano statunitense che ha giocato nel ruolo di quarterback. Al college giocò a football alla Penn State University.

## Carriera universitaria
Matt iniziò a giocare al college football coi Penn State Nittany Lions a partire dal 2009. Nel suo anno da freshman fu il terzo quarterback nelle gerarchie della squadra dietro a Daryll Clark e Kevin Newsome. Terminò giocando 2 partite su 13, senza fare registrare alcuna statistica di rilievo. Vinse come riserva il Capital One Bowl contro i Louisiana State Tigers. Nell'anno da sophomore giocò 9 partite, lanciando per 1.548 yard con 14 touchdown, 9 intercetti e 128,5 di passer rating, oltre a 2 touchdown segnati su corsa. La sua squadra fu sconfitta nell'Outback Bowl dai Florida Gators.
Nell'anno da junior, Matt scese in campo in dodici partite, passando 1.571 yard con 8 touchdown, 5 intercetti subiti e 118,3 di passer rating. Fu sconfitto nel Ticket City Bowl dagli Houston Cougars. Nell'ultimo suo anno disputò tutte le 12 partite, lanciando per 3.271 yard  (primo della Big Ten) con 24 TD (primo della Big Ten), 5 intercetti e 137,7 di rating, oltre a 5 touchdown su corsa.
Premi e riconoscimenti
- Capital One Bowl (2009)
- Burlsworth Trophy (2012)
- Honorable Mention All-Big Ten (2012)

## Carriera professionistica

### Oakland Raiders

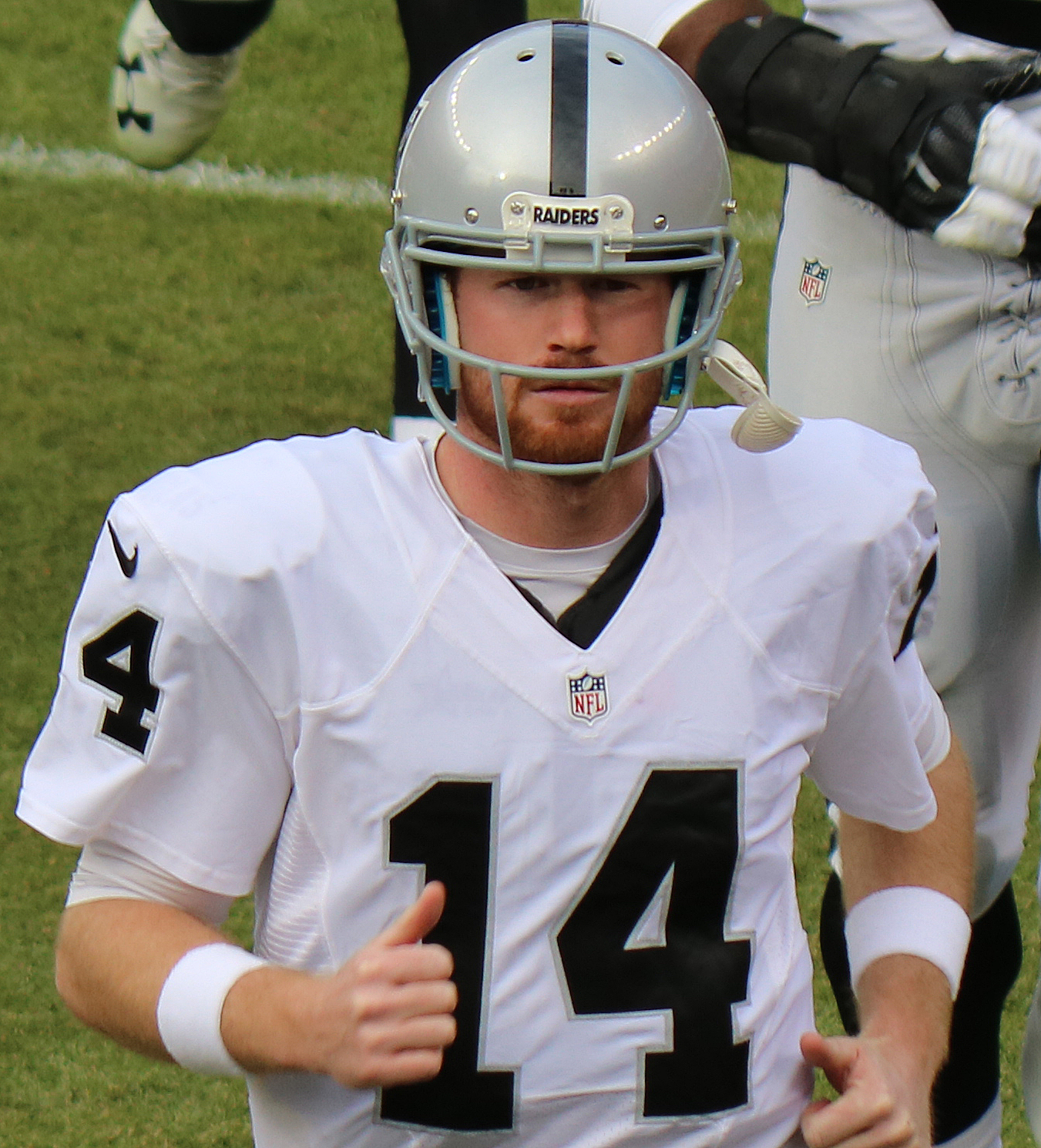
McGloin nel 2016

McGloin firmò il 15 maggio 2013 come free agent con i Raiders, dopo non esser stato scelto al Draft NFL 2013. Partì come terzo quarterback nelle gerarchie delle squadra dietro il titolare Terrelle Pryor e Matt Flynn ma dopo la settimana 4 superò Flynn nel ruolo di prima riserva. Debuttò come professionista il 3 novembre contro i Philadelphia Eagles, dopo esser entrato per sostituire l'infortunato Terrelle Pryor. Chiuse la partita con 7 lanci completati su 15 per 87 yard e un fumble recuperato, perso dal compagno di squadra Stefen Wisniewski sulle 2 yard avversarie. A causa di un infortunio di Pryor partì per la prima volta come titolare nella settimana 11 contro gli Houston Texans guidando la squadra alla vittoria con una prestazione convincente fatta di 18 passaggi completati su 32 per 197 yard e 3 touchdown, venendo premiato come rookie della settimana. Nella sconfitta contro i Tennessee Titans della domenica successiva la sua prestazione (260 yard passate, 1 touchdown e 1 intercetto subito) fu meno esaltante, ma sufficiente per essere confermato titolare anche per il turno successivo. Nella settimana 14 contro i New York Jets dopo un intercetto subito nel primo quarto, riuscì a realizzare 2 TD su lancio: uno di 48 yard su Rod Streater e uno di una iarda su Mychal Rivera. Il 9 dicembre il capo-allenatore Dennis Allen lo confermò per le ultime 3 partite della stagione, salvo poi far partire Pryor nell'ultima gara dell'anno persa contro i Broncos. Chiuse la sua stagione da rookie giocando 7 partite di cui 6 da titolare, lanciando per 1.547 yard con 8 TD, 8 intercetti e 76,1 di rating
Scese per la prima volta nella stagione 2014 quando il nuovo titolare, il rookie Derek Carr, si infortunò a Londra contro i Dolphins, non riuscendo a evitare una netta sconfitta ai suoi.

## Palmarès

### Individuale
- Rookie della settimana: 1

11ª del 2013

## Statistiche
| Partite totali      | 7     |
| Partite da titolare | 6     |
| Yard passate        | 1.547 |
| Touchdown           | 8     |
| Intercetti          | 8     |
| Passer rating       | 76,1  |
| Fumble persi        | 1     |

Statistiche aggiornate alla stagione 2013